# Gesù nell'ebraismo

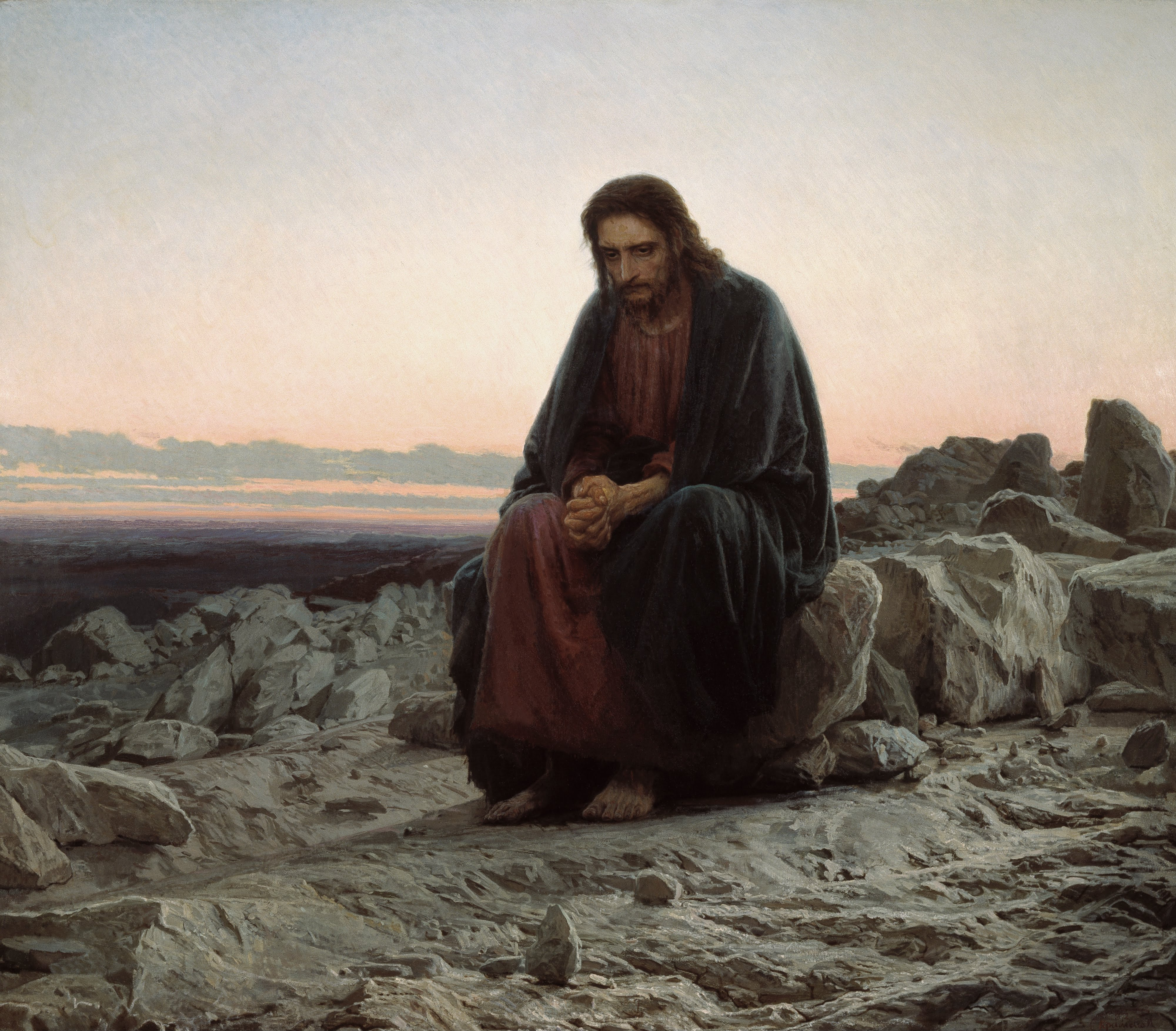
Cristo nel Deserto, di
Ivan Kramskoj, 1872, Galleria Tret'jakov, Mosca

Sebbene storicamente il cristianesimo sia nato in ambito ebraico e il Gesù stesso fosse ebreo, nessuna confessione dell'ebraismo riconosce in lui il Messia atteso né tantomeno le caratteristiche divine che i cristiani invece gli attribuiscono.
L'ebraismo ritiene inoltre che le profezie e i riferimenti al Tanakh che si trovano nel Nuovo Testamento (considerato apocrifo) non siano pertinenti. L'ebraismo rabbinico tradizionale ritiene infatti che la venuta del Messia non si sia ancora manifestata.
Particolari riflessioni sulla figura di Gesù sono state fatte da un punto di vista ebraico da Leo Baeck nel suo saggio Il Vangelo: un documento ebraico, pubblicato in Germania nel 1938, ovvero nel periodo coincidente con la dittatura del Terzo Reich. In tale opera l'autore vuole dimostrare, attraverso l'analisi filologica dei Vangeli, che questi, "ripuliti" da presunte sedimentazioni paoline di carattere teologicamente anti-giudaico, contengano un messaggio profondamente ebraico di Gesù, altri autori e la stessa Chiesa cattolica ritengono la dottrina di  Paolo di Tarso non si sovrapponga ai Vangeli e sia pienamente coerente con essi.
Le fonti ebraiche antiche se da un lato non citano Gesù parlano del Messia, del Cristo, l'uomo che riporterà un ordine sulla terra e libererà il suo popolo. Esistono alcuni testi più tardi con ricostruzioni polemiche della sua vita (Toledot Jeshu), fra le quali la nascita di Gesù come frutto della seduzione di una donna di nome Myriam (Maria) da parte di un ufficiale romano di nome Pantera o Panthera. Questo trova apparente adito nel fatto che il nome Panthera era molto diffuso tra le truppe romane, ma la parola Panthera sembrerebbe piuttosto un equivoco gioco di parole per ridicolizzare l'affermazione cristiana di Gesù figlio della Parthénos, cioè figlio della Vergine. Questi due trattati narrano di Gesù basandosi su supposizioni molto fantasiose e furono usati come testi polemici ma di poco aiuto per una comprensione ed analisi critica o storica di Gesù.
In generale l'ebraismo vede Gesù come uno dei tanti falsi messia che sono apparsi nel corso della storia degli ebrei. Gesù viene considerato come il più influente, e di conseguenza il più deleterio, di tutti i falsi messia. Tuttavia, poiché la fede ebraica tradizionale afferma che il Messia non è ancora venuto e che l'Era messianica non è ancora giunta, il totale rifiuto di Gesù sia come messia che come divinità nell'ebraismo non è mai stato una questione centrale per gli ebrei. Al cuore dell'ebraismo di ogni corrente stanno la Torah (Pentateuco), i comandamenti, il Tanakh (Bibbia Ebraica) e il monoteismo etico, come indicato nello Shemà - e tutto ciò preesiste a Gesù anche se l'ebraismo è in continua evoluzione di pensiero.
L'ebraismo non ha mai accettato nessuno degli adempimenti pretesi dalle profezie che il cristianesimo attribuisce a Gesù. L'ebraismo proibisce inoltre il culto della persona come forma di idolatria, poiché la credenza centrale della religione è l'unità assoluta e singolarità di Dio. L'escatologia ebraica ritiene che l'arrivo del Messia sarà associato con una serie specifica di eventi che non sono ancora avvenuti, compreso il ritorno degli ebrei nella loro terra e la ricostruzione del Tempio, un'era messianica di pace (Isaia 2:4) e comprensione durante la quale "la saggezza del Signore" riempirà la Terra (Isaia 11:9) e poiché gli ebrei credono che nessuno di questi eventi si sia verificato durante il corso della vita di Gesù (né se ne sono verificati in seguito, tranne che per il ritorno di molti ebrei alla loro terra dopo la fondazione del moderno Stato d'Israele), Gesù non è un candidato valido come Messia.

## Storia

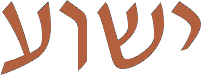
Il nome di Gesù in aramaico: Yeshua

La convinzione che Gesù (o qualsiasi altro essere umano) sia Dio, una divinità, il figlio di Dio, o una persona della Trinità è del tutto inaccettabile secondo tutte le tradizioni della legge mosaica e incompatibile con i principi di fede ebraica. Lo stesso vale per la fede in Gesù come Messia o profeta di Dio: anche tali credenze sono contrarie alla visione tradizionale ebraica.
L'idea del Messia ebraico è diversa dal Cristo cristiano perché gli ebrei credono che Gesù non abbia realizzato le profezie messianiche che stabiliscono i criteri della venuta del Messia. I testi principali dell'ebraismo rifiutano Gesù come Dio, essere divino, intermediario tra gli esseri umani e Dio, Messia o santo. La fede nella Trinità è inoltre ritenuta incompatibile con l'ebraismo, come anche una quantità di altri dogmi del cristianesimo.

### Indivisibilità di Dio
Nell'ebraismo l'idea di Dio come una dualità o trinità è eretica – da alcuni è persino considerata come politeistica. Secondo l'interpretazione ebraica, la Torah esclude un Dio trinitario in Deuteronomio 6:4: "Ascolta, Israele: il Signore è il nostro Dio, il Signore è uno solo."
Nel suo libro A History of the Jews (Storia degli ebrei), Paul Johnson descrive la separazione iniziale tra cristianesimo ed ebraismo come provocata da una divergenza da tale principio:

Alla domanda, Gesù era Dio o uomo? i cristiani hanno quindi risposto: entrambi. Dopo il 70 dC, la loro risposta è stata unanime e sempre più enfatica. Ciò ha reso inevitabile una rottura completa con l'Ebraismo.
Fondamentalmente gli ebrei credono che Dio, come creatore di tempo, spazio, energia e materia, ne è al di là e non può nascere o morire, o letteralmente avere un figlio. L'ebraismo insegna che è eretico per qualsiasi uomo pretendere di essere Dio, parte di Dio, o il figlio letterale di Dio. Il Talmud di Gerusalemme (Ta'anit, 2:01) afferma esplicitamente: "Se un uomo dice di essere Dio, è un bugiardo."
Nel XII secolo l'eminente filosofo ebreo Maimonide codificò il principi basilari dell'ebraismo, scrivendo "[Dio], la Causa di tutto, è uno. Questo non significa uno come in uno di una coppia, né uno come uno di una specie (che comprende molti individui), né uno come in un oggetto che si compone di molti elementi, né come un singolo oggetto semplice che è infinitamente divisibile. Piuttosto, Dio è un'unità differente da qualsiasi altra unità possibile."
Alcuni studiosi ebrei notano che la comune espressione poetica ebraica, "Padre Nostro nei Cieli", veniva usata da Gesù letteralmente per riferirsi a Dio come "suo Padre in Cielo" (cfr. il Padre nostro).

### Tradizione ebraica sul Messia

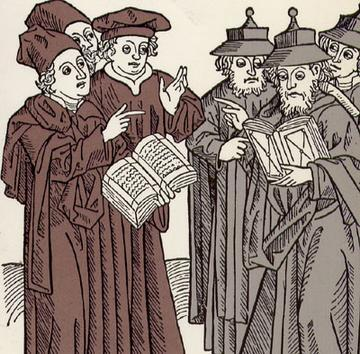
Incisione su legno di Johann von Armssheim (1483): ritrae una disputa tra studiosi cristiani ed ebrei

Il concetto ebraico del Messia differisce sostanzialmente da quello cristiano. Nella tradizione ebraica, il compito del Messia è quello di far arrivare l'era messianica, un evento unico, e presunto messia che viene ucciso prima di completare l'opera (ad esempio, portare tutto Israele a camminare nella via della Torah, riparare le violazioni dell'osservanza, combattere le guerre di Dio, ricostruire il Tempio al suo posto, raccogliere gli esuli dispersi d'Israele) non è il Messia. Maimonide afferma: "Ma se non riuscisse in tutto questo o venisse ucciso, non è sicuramente il Mashiach promesso dalla Torah... e Dio lo ha scelto solo al fine di mettere alla prova le masse."
Gli ebrei credono che il Messia realizzerà le profezie messianiche dei profeti Isaia e Ezechiele. Secondo Isaia, il Messia sarà un discendente patrilineo di Davide dal ramo di Salomone. Ci si aspetta che riporti tutti gli esuli ebrei nella Terra promessa e ricostruisca il Tempio, regni come monarca e inauguri un'Era messianica di pace e di fratellanza dove "la saggezza del Signore" riempia la Terra, conducendo le nazioni a "riconoscere i torti che hanno commesso contro Israele". Ezechiele afferma che il Messia redimerà gli ebrei.
Pertanto, qualsiasi visione ebraica di Gesù di per sé è influenzata dal fatto che Gesù abbia vissuto quando il Secondo Tempio era ancora in piedi e non mentre gli ebrei erano esiliati. Non ha mai regnato come re e non c'è stata nessuna successiva era di pace o di grande sapienza. Gesù morì senza completare o addirittura realizzare una parte qualsiasi dei compiti messianici, promettendo invece una seconda venuta. Invece di essere redenti, gli ebrei vennero successivamente sterminati dai romani ed esiliati da Israele. Queste differenze vennero notate dagli studiosi ebrei del tempo di Gesù, come in seguito indicato da Nahmanide, che nel 1263 osservò che Gesù era stato rifiutato come Messia dai rabbini dell'epoca.
Inoltre l'ebraismo reputa che le asserzioni che Gesù fosse il Messia testuale della Bibbia ebraica si basino su traduzioni erronee e che Gesù non comprovò le qualifiche pertinenti al Messia testuale.

### Profezia e Gesù
Secondo la Torah (Deuteronomio 13:1-5 e Deuteronomio 18:18-22), i criteri usati nell'ebraismo perché una persona venga considerata come profeta o che parli in nome di Dio sono che debba seguire il Dio d'Israele (e nessun'altra divinità); non deve descrivere Dio differentemente da come è conosciuto tramite il Tanakh; non deve approvare cambiamenti alla parola di Dio o affermare che Dio ha cambiato idea e vuole cose che contraddicono la Sua parola eterna già da lui stabilita, e le cose di cui parla devono accadere.

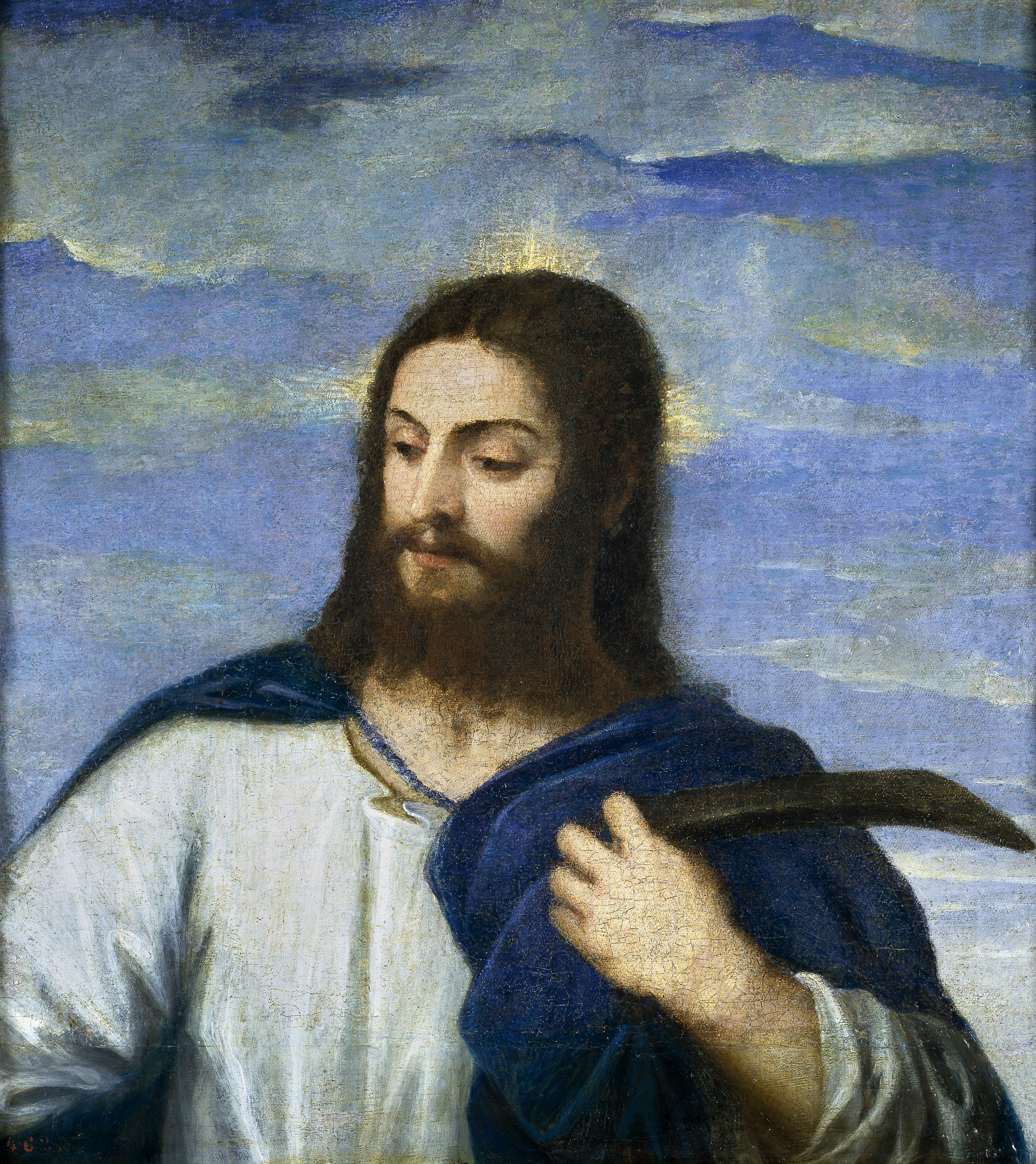
Cristo, un giardiniere, di
Tiziano, 1553

Esistono inoltre due tipi di "falso profeta" reconosciuti nel Tanakh: colui che afferma di essere un profeta in nome dell'idolatria, e colui che afferma di essere un profeta nel nome del Dio d'Israele, ma dichiara che una qualche parola o comandamento (mitzvah) che Dio ha pronunciato non si applichi più, o rende false dichiarazioni in nome di Dio.
Poiché l'ebraismo tradizionale crede che la parola di Dio sia vera eternamente, colui che pretende di parlare in suo nome ma differisce in una qualsiasi maniera da ciò che Dio stesso ha detto, logicamente non può essere ispirato dall'autorità divina. Deuteronomio 13:1 afferma semplicemente: "Vi preoccuperete di mettere in pratica tutto ciò che vi comando; non vi aggiungerai nulla e nulla ne toglierai."
Anche se qualcuno che sembra essere un profeta possa compiere atti soprannaturali o segni miracolosi, nessun profeta o veggente può contraddire le leggi già indicate nella Torah. Per duemila anni gli ebrei hanno respinto l'asserzione che Gesù abbia adempiuto le profezie messianiche, rifiutando anche i dogmi su di lui proposti dai Padri della Chiesa, che fosse nato da una vergine, figlio di Dio e parte di una divina trinità e che fosse risorto dai morti. Pertanto, eventuali differenze rispetto ai principi dell'ebraismo biblico abbracciate da Gesù lo squalificano dall'essere considerato un profeta. Questa era la visione adottata da contemporanei di Gesù poiché, secondo la tradizione rabbinica, come indicato nel Talmud (Sotah, 48b) "quando Malachia morì la Profezia dipartì da Israele". Dato che Malachia visse secoli prima di Gesù, è chiaro che i rabbini dei tempi talmudici non videro Gesù come un profeta divinamente ispirato.

### Gesù e salvezza
L'Ebraismo non condivide il concetto cristiano di salvezza, poiché non crede che gli esseri umani siano nati in "stato di peccato". L'Ebraismo afferma invece che la persona che pecca si può pentire del peccato commesso e, nella maggioranza dei casi, venga perdonato.

## Testi dell'ebraismo che citano Gesù

### Talmud

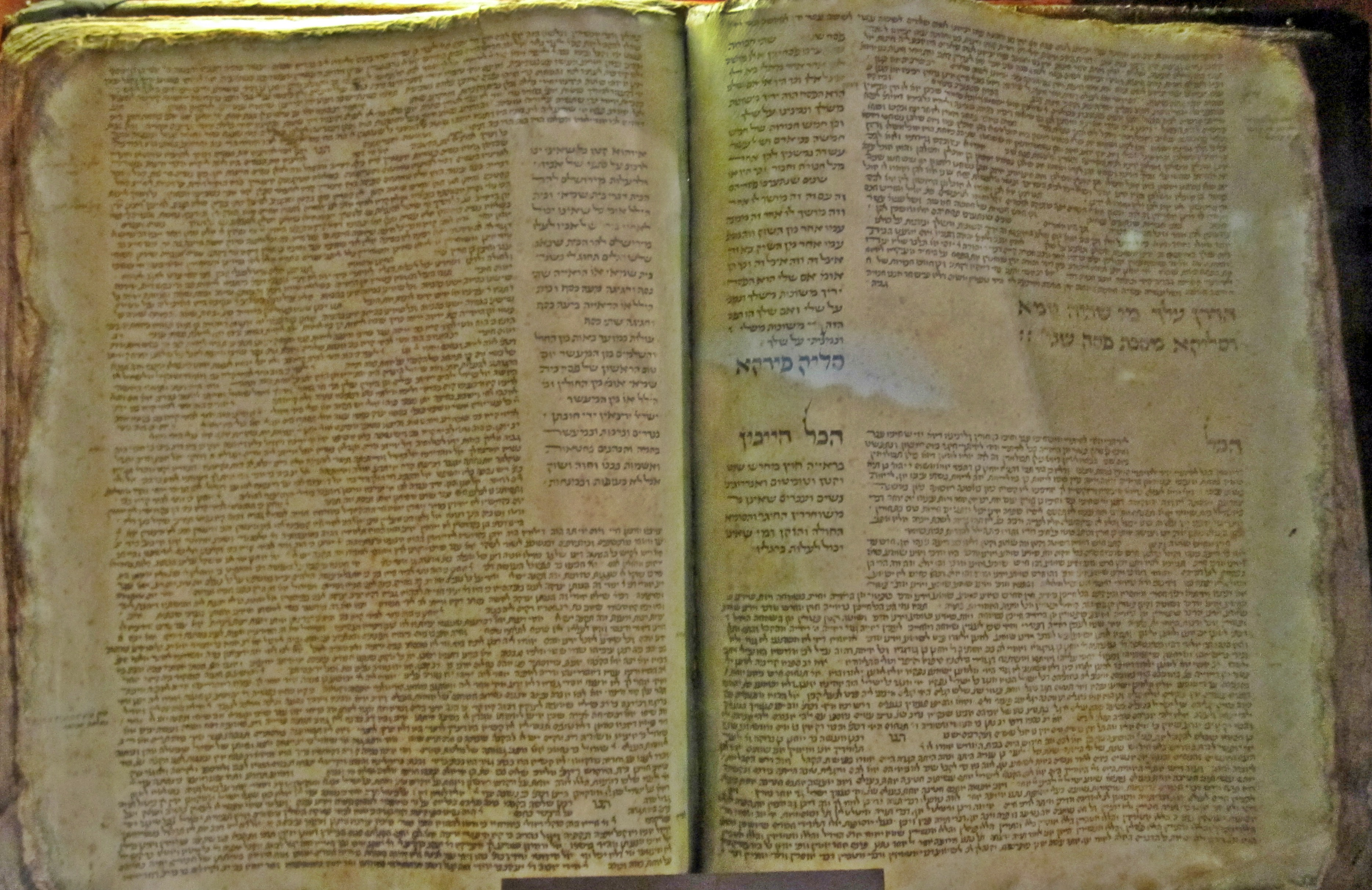
Talmud babilonese copiato da Solomon ben Samson, Francia, 1342

Si pensa che varie opere di letteratura rabbinica classica contengano riferimenti a Gesù, tra cui alcuni manoscritti non censurati del Talmud babilonese (redatto circa prima del 600) e la letteratura midrashica classica scritta tra il 250 e 700. Esiste una varietà di pareri scientifici su quanti di questi riferimenti siano in realtà riferiti a Gesù.
Le autorità cristiane in Europa erano in gran parte inconsapevoli dei possibili riferimenti a Gesù nel Talmud fino al 1236, quando un convertito dall'Ebraismo, il frate Nicholas Donin, presentò trentacinque accuse formali contro il Talmud davanti a Papa Gregorio IX e tali accuse furono indirizzate contro Rabbi Yehiel di Parigi affinché si difendesse pubblicamente nella "Disputa di Parigi" del 1240. La principale difesa portata da Yehiel fu che Yeshu (ישו) nella letteratura rabbinica era un discepolo di Joshua ben Perachiah, da non confondersi con Gesù (Vikkuah Rabbenu Yehiel mi-Paris). Alla successiva "Disputa di Barcellona" (1263) Nahmanide fece la stessa affermazione. I rabbini Jacob ben Meir (Rabbenu Tam) (XII secolo), Jehiel Heilprin (XVII secolo) e Jacob Emden (XVIII secolo) sostengono questa opinione.
Non tutti i rabbini condivisero questa dichiarazione. Kuzari di Rabbi Yehuda Halevi (1075-1141), interpretò questi riferimenti come riferentesi a Gesù di Nazaret e basandosi su di essi credeva che Gesù fosse vissuto 130 anni prima della data affermata dai cristiani, contraddicendo il resoconto dei Vangeli riguardo alla cronologia di Gesù. L'opera polemica anticristiana del converso catalano Profiat Duran, Kelimmat ha-Goyim (“La Vergogna dei Gentili”, 1397), rende evidente che Duran non aveva fiducia nella teoria di Yehiel di Parigi circa i due Gesù. Inoltre le informazioni citate nei manoscritti di Monaco di Baviera, Firenze e altri, a sostegno dell'identificazione, sono commenti antichi scritti secoli dopo la redazione originale del Talmud, che citano le differenze tra gli eventi associati a Yeshu e il tempo della vita di Gesù. Secondo alcuni, la tirannia di Re Ianneo menzionata nel Talmud si verificò verso l'anno 87 p.e.v., il che sposterebbe gli eventi della storia ad un secolo prima di Cristo. Lo Yeshu che fu insegnante di Jacob di Secania sarebbe vissuto un secolo dopo Cristo. Poi ci sono le differenze tra i resoconti della morte di Yeshu e di Gesù. Il periodo di attesa di quaranta giorni prima dell'esecuzione è assente dalla tradizione cristiana e inoltre Gesù non ebbe legami con il governo. Gesù fu crocifisso e non lapidato; fu giustiziato a Gerusalemme e non a Lod. Gesù non bruciò il suo cibo in pubblico ed inoltre lo Yeshu che fece questo corrisponde a Manasse di Giuda nello Shulkhan Arukh. Gesù non si fece incisioni nella carne, né fu catturato da osservatori nascosti. Questa storia specifica proviene dal Toledot Yeshu, raccontando storie ostili al "Dio cristiano": una delle narrazioni parla di scontri tra Yeshu ed i rabbini:
Questa storia è chiaramente fittizia e scritta due secoli dopo la morte di Gesù. La raccolta di storie nel Toledot Yesu fu redatta in un periodo di forti oppressioni antisemite, intesa ad inculcare fierezza nei bambini e adulti che venivano maltrattati dalle potenze cristiane dell'epoca. Questo tipo di letteratura non aveva niente a che fare con le verità del Gesù storico, e non ha molto senso odiernamente, staccata dal suo contesto.
Nel Toledot Yeshu, il nome di Yeshu viene inteso a significare yimach shemo ("possa il suo nome essere obliterato"). In tutti i casi del suo utilizzo, i riferimenti a Yeshu sono associati ad atti e comportamenti che sembrano voler fare allontanare gli ebrei dall'Ebraismo e verso minuth (termine usualmente tradotto con "eresia" o "apostasia"). Storicamente le raffigurazioni di Gesù nella letteratura ebraica erano usate come scusa di antisemitismo dai cristiani.
Gli studi moderni del Talmud presentano una gamma di opinioni da Joseph Klausner, R. Travers Herford e Peter Schäfer che vedono alcune tracce di un Gesù storico nel Talmud; alle opinioni di Johann Maier e Jacob Neusner, che considerano ci siano pochissimi riferimenti storici e che i testi applicati a Gesù siano redazioni posteriori; ad altri ancora, come Daniel Boyarin (1999) che affermano che il Gesù del Talmud sia un espediente letterario usato dai rabbini per descrivere il loro rapporto con i primi cristiani.

#### Riferimenti nel Talmud
I riferimenti principali su Yeshu si trovano solo sui testi incensurati del Talmud babilonese (Bavli) e della Tosefta. La bolla papale del Vaticano emessa nel 1554 censurava il Talmud e altri testi ebraici, con conseguente rimozione di riferimenti a "Yeshu". Nessun manoscritto noto del Talmud di Gerusalemme fa menzione del nome, sebbene una traduzione (Herford) l'abbia aggiunto alla Avodah Zarah 2:2 per allinearla a testi simili del Chullin 2:22 nella Tosefta. Tutti gli usi successivi del termine Yeshu sono derivati da questi riferimenti primari. Nei manoscritti del Talmud di Monaco (1342), di Parigi e dello Jewish Theological Seminary, è aggiunta la denominazione Ha-Notzri all'ultima citazione di Yeshu nel Sanhedrin 107b e Sotah 47a, come anche nelle citazioni su Sanhedrin 43a,Sanhedrin 103a, Zeraim 17b e Avodah Zarah 16b-17a. Ha-Notzri non si trova in altri manoscritti parziali pre-censura (quelli di Firenze, Amburgo e Karlsruhe), quandunque coprano i passaggi in questione.
Sebbene Notzri non appaia nella Tosefta, dal punto in cui il Bavli fu consolidato, l'appellativo Notzri continuò ad essere la parola ebraica standard per indicare i cristiani e Yeshu Ha-Notzri divenne il termine convenzionale di "Gesù il Nazareno" in ebraico. Ad esempio, dal 1180 e.v. Yeshu Ha-Notzri si trova nella Mishneh Torah di Maimonide
(Hilchos Melachim 11:4, versione incensurata).

### Maimonide

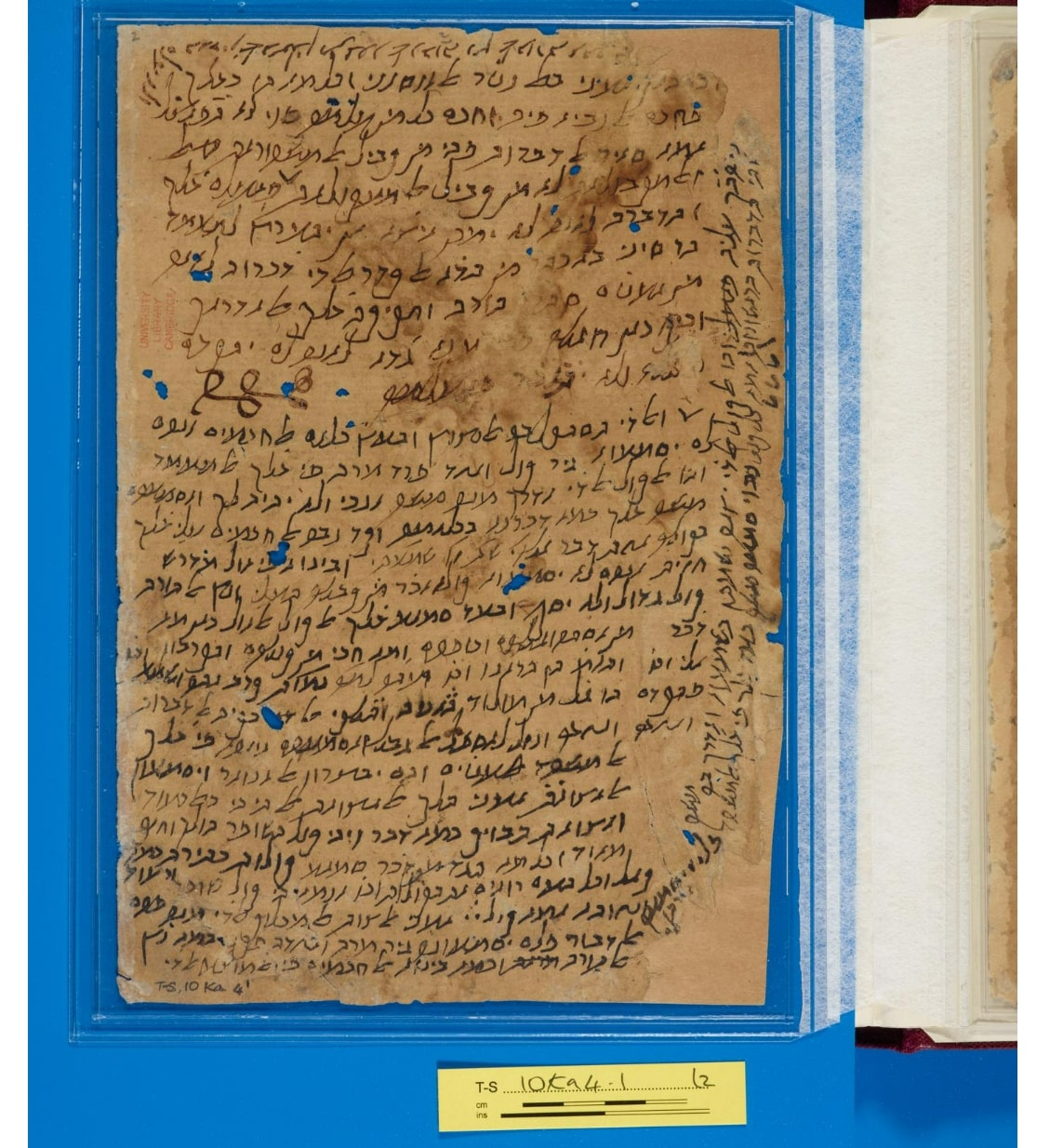
Manoscritto di Maimonide in arabo con caratteri ebraici

#### Mishneh Torah
Il filosofo, rabbino e medico spagnolo Maimonide (Rabbi Moshe ben Maimon, detto il Rambam) lamentava le sofferenze che gli ebrei sopportavano a causa delle nuove fedi che tentavano di soppiantare l'Ebraismo, in particolare il Cristianesimo e l'Islam. Riferendosi a Gesù, scriveva:
Anche Gesù il Nazareno, che immaginava di essere il Messia ed è stato ucciso dal tribunale, era stato già profetizzato da Daniele. Così che è stato detto, "E i membri fuorilegge del tuo popolo insorgeranno per adempiere la visione, ma cadranno." (Daniele 11:14). Perché, c'è forse una maggiore pietra d'inciampo di questa? Cosicché tutti i profeti parlino del Messia che redime Israele e li salva, e raccoglie i loro esuli e rafforza i loro comandamenti. E questo provoca (le nazioni) a distruggere Israele con la spada e sparpagliare i loro residui e umiliarli, e scambiare la Torah e far errare la maggior parte del mondo per servire una divinità all'infuori di Dio.
Ciò nonostante, Maimonide continua:
Ma la mente umana non ha alcun potere per raggiungere i pensieri del Creatore, poiché i Suoi pensieri e le Sue vie sono differenti dai nostri. Tutte queste cose su Gesù il Nazareno, e su (Maometto) l'Ismaelita che venne dopo di lui - non c'è (scopo), se non quello di raddrizzare la via del Re Messia e riportare tutto il mondo a servire Dio insieme. In modo che si dica: "Allora io darò ai popoli un labbro puro perché invochino tutti il nome del Signore e lo servano tutti sotto lo stesso giogo." (Sofonia 3:9). Cosa significa ciò? Il mondo intero si era riempito con i problemi dell'Unto e della Torah e delle Leggi, e questi problemi si erano sparsi fuori verso isole lontane e tra le molte nazioni incirconcise nel cuore, e ne discutono insieme alle leggi della Torah. Dicono: Queste leggi erano vere, ma sono già defunte in questi giorni, e non regoleranno le generazioni successive; mentre gli altri dicono: Ci sono strati segreti in loro e non devono essere trattati letteralmente, e il Messia è venuto e ha rivelato i loro significati segreti. Ma quando il Re Unto giungerà veramente ed avrà la vittoria e verrà annunciato ed innalzato, allora tutti subito si gireranno e sapranno che i loro padri avevano ereditato falsità, e loro profeti e antenati li avevano portati fuori strada. (Hilkhot Melakhim 11:10–12.)

#### Lettera allo Yemen
Gesù viene citato da Maimonide nella sua Lettera allo Yemen, scritta verso il 1172 a Rabbi Jacob ben Netan'el al-Fayyumi, capo della comunità ebraica yemenita:
La seconda classe è costituita dai più intelligenti ed educati fra le nazioni, come ad esempio i siriani, persiani e greci. Anche questi cercano di demolire la nostra legge e di viziarla per mezzo di argomenti che si inventano, e per mezzo di polemiche che istituiscono ....
Dopodiché sorse una nuova setta che unì i due metodi, vale a dire, la conquista e le polemiche, conglobandole in una sola, perché si credeva che questa procedura sarebbe stata più efficace nel cancellare ogni traccia della nazione ebraica e della sua religione. Pertanto, deliberò di rivendicare la profezia e di fondare una nuova fede, contraria alla nostra religione divina, e di sostenere che era ugualmente data da Dio. In tal modo sperava di far sorgere dubbi e creare confusione, dal momento che una si oppone all'altra ed entrambe presumibilmente provengono da una fonte divina, il che porterebbe alla distruzione di entrambe le religioni. Perché tale è il notevole piano escogitato dall'uomo che è invidioso e querulo. Cercherà di uccidere il suo nemico e salvare la propria vita, ma quando si trova nell'impossibilità di raggiungere il suo obiettivo, mette a punto un meccanismo grazie al quale entrambi verranno uccisi.
Il primo ad aver adottato questo piano fu Gesù il Nazareno, possano le sue ossa essere ridotte in polvere. Egli era ebreo, perché sua madre era ebrea, anche se suo padre era un gentile. In conformità ai principi del nostro diritto, un bambino nato da un'ebrea e da un pagano, o da un'ebrea e da uno schiavo, è legittimo. (Yebamot 45a). Gesù è solo figurativamente chiamato 'figlio illegittimo'. Ha spinto la gente a credere che egli fosse un profeta inviato da Dio a chiarire le difficoltà della Torah e che fosse il Messia previsto da ogni veggente. Egli interpretò la Torah ed i suoi precetti in modo tale da portare al loro annullamento totale, all'abolizione di tutti i suoi comandamenti e alla violazione dei suoi divieti. I saggi, di beata memoria, essendo a conoscenza di suoi piani prima che si diffondesse la sua reputazione tra la nostra gente, gli inflissero la giusta punizione.
Daniele aveva già alluso a lui quando presagì la caduta di un malvagio ed eretico tra gli ebrei, che avrebbe cercato di distruggere la Legge, attribuirsi la profezia, pretendere di far miracoli e sostenere di essere il Messia, poiché sta scritto: "anche i figli dei violenti fra il tuo popolo insorgeranno per affermarsi profeti, ma cadranno." (Daniele 11:14).»
Nel contesto di confutare le affermazioni di un suo contemporaneo in Yemen che pretendeva di essere il Messia, Maimonide cita ancora Gesù:
Commentando quanto sopra, Rabbi Shmuley Boteach però asserisce che scritti di questo tipo non devono essere presi alla lettera, quasi fossero documenti storiografici. Mentre l'epistola maimonidea e alcuni altri documenti ebraici sembrano indicare che gli ebrei abbiano punito Gesù per le sue supposte eresie, tutti furono scritti per lo meno centinaia di anni dopo gli eventi in questione. Non citano prove convincenti e certamente sono basati su leggende piuttosto che fatti. Molti sembrano esser stati scritti con un certo senso di spavalderia, come se gli autori ebrei volessero rivalersi contro i loro aggressori cristiani e dar così forza ad un popolo ebraico svigorito e perseguitato. Maimonide basa la sua discussione sulla morte di Gesù sul succitato testo del Talmud, nel Trattato Sanhedrin dove si descrive come Yeshu fu giustiziato alla vigilia di Pesach (cfr. sotto, "Fonti ebraiche sulla morte di Gesù"). Chiunque questo Yeshu sia, non è certamente il Gesù del Nuovo Testamento. Come già spiegato supra, e chiarito da Rabbi Shmuley, né il Talmud né le altre fonti ebraiche mostrano una qualche legittima prova che confermi che gli ebrei uccisero Gesù. Ogni storia narra di un altro Yeshu, o Yeshua (Gesù), un nome molto comune nell'era del Tempio – periodo pieno di gente che asseriva di essere il Messia. Tutte le altre fonti sono fittizie. In ultimo, dice Rabbi Shmuley, non rimangono prove, che siano cristiane o ebraiche, di una qualche vera animosità tra Gesù e le autorità religiose del suo tempo; al contrario, il Nuovo Testamento sostiene esplicitamente che i rabbini salvarono la vita di Gesù quando fu minacciata da Erode Antipa: se i rabbini avessero voluto veramente la morte di Gesù, avrebbero potuto finirlo proprio allora, quando Erode cercò di ammazzarlo (Luca 13:31: "In quel momento si avvicinarono alcuni farisei a dirgli: "Parti e vai via di qui, perché Erode ti vuole uccidere").

### Fonti ebraiche sulla morte di Gesù

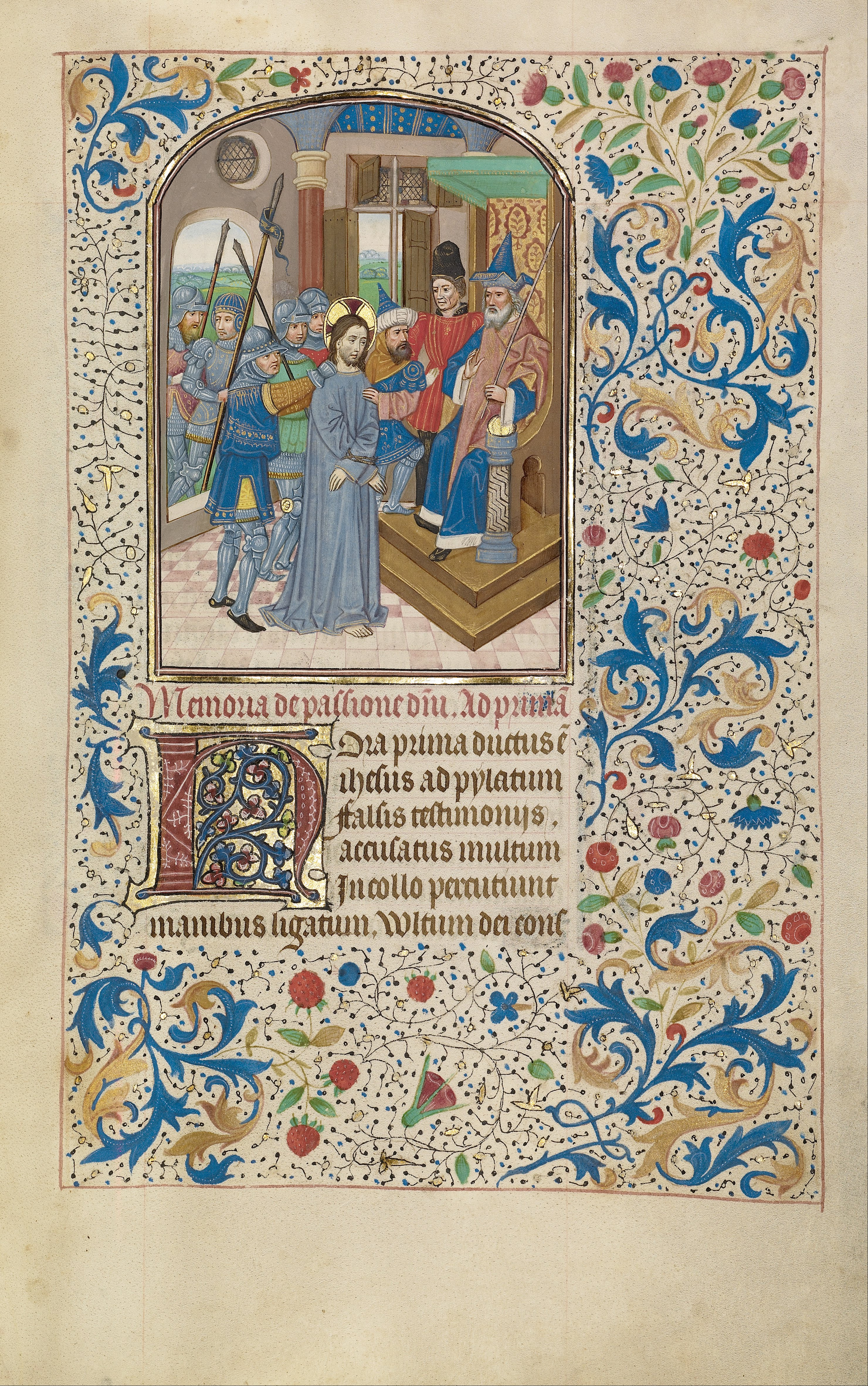
Cristo davanti a Pilato, miniatura fiamminga di Willem Vrelant (1460 ca.)

In numerose occasioni, vari studiosi cristiani hanno citato sia il Talmud che Maimonide nel tentativo di provare che gli ebrei hanno ucciso Gesù e, basandosi sui riferimenti che adducono, parrebbe che tali asserzioni siano corrette. Ma se si esaminano tali riferimenti in contesto, la realtà si rivela alquanto differente. Il Gesù discusso nel Talmud e da Maimonide non può essere lo stesso, colui che Paolo di Tarso afferma essere il fondatore del Cristianesimo. Per dirla in breve, lo Yeshu la cui morte è discussa nel Talmud non è Gesù di Nazaret. Uno dei passi talmudici più citati è quello dove il tribunale ebraico condanna Gesù, o "Yeshu", a morte:
(Talmud, Sanhedrin 43a)
Ciò che viene qui esposto è che qualcuno chiamato "Yeshu" viene giustiziato alla vigilia di Pesach. Come di prassi prima di qualsiasi esecuzione, il tribunale cerca testimoni che possano assolvere l'imputato. Ulla critica questa prassi, poiché l'adescatore, a causa di un'imposizione biblica, non doveva beneficiare di tale considerazione. Il Talmud risponde che Yeshu era differente: per le sue connessioni governative, il tribunale aveva cercato una qualsiasi ragione per non giustiziarlo, in modo da non contrariare le autorità.
Senza dubbio, sostiene Rabbi Boteach, esistono delle similarità alla storia di Gesù di Nazaret. Allo stesso tempo esistono anche delle ovvie differenze. Alla fine, le discrepanze tra le storie di Gesù e Yeshu fanno concludere che Gesù non è identico allo Yeshu identificato nel passo talmudico. In primo luogo, Gesù viene giustiziato proprio nel giorno di Pesach e non alla vigilia, e questo è molto importante – sebbene sempre argomento di forte dibattito tra gli studiosi neotestamentari. Ma se Gesù non fosse morto nella prima notte di Pesach, il concetto dell'Eucaristia verrebbe invalidato: la tradizione dell'Eucaristia si fonda sull'idea che Gesù consumò il matzo del Seder di Pesach ed il vino. Se invece fosse morto prima del Seder, questa pratica non sarebbe sorta. Inoltre l'affermazione del Talmud che Yeshu fu giustiziato nel giorno prima di Pesach deve essere giusta, poiché il Sinedrio non giustiziava mai durante una festività ebraica. Farlo era proibito dalla Legge.
Proprio come la datazione non combacia, così anche l'insieme dei personaggi differisce tra le due storie. Lo "Yeshu" menzionato nel Talmud fu giustiziato da un tribunale ebraico (Sinedrio) e non dai romani come affermano i Vangeli. Nel periodo che visse Gesù, i tribunali ebraici avevano il potere di imporre le condanne a morte, tuttavia erano cauti nell'esercitare tale potere perché le corti erano gestite dai farisei mentre il re era un sadduceo. Ciò non accadeva durante l'occupazione romana, quando viveva Gesù. Inoltre non esiste nessuna indicazione nel Nuovo Testamento che Gesù avesse "amici" nel governo. Al contrario, era una spina nel fianco delle autorità romane.
Nella narrativa talmudica un certo numero di studenti vengono messi a morte insieme a Yeshu, cioè i suoi "cinque discepoli, Matthai, Nakai, Nezer, Buni e Todah". Con la sola eccezione di Matthai, o Matteo, che era (e rimane tuttora) un nome comune, i nomi degli studenti sono completamente diversi da quelli degli apostoli di Gesù. In contrasto, il Nuovo Testamento asserisce che due criminali furono crocefissi insieme a Gesù e certamente nessuno dei discepoli.
Anche la cronologia non si allinea, per lo meno di un secolo. Il nome di Gesù, o Yeshu in ebraico, era molto comune nel periodo talmudico. Lo storico ebreo Flavio Giuseppe elenca circa una ventina di figure di spicco col nome di Gesù-Yeshu nelle sue storie. Un buon esempio è Gesù il contadino, figlio di Anania, che mentre si trovava nel Tempio improvvisamente inizia a gridare: "Una voce contro Gerusalemme e la santa dimora... Una voce contro tutto il popolo!" Questo Gesù andava per le strade di Gerusalemme giorno e notte, urlando: "Guai a te, o Gerusalemme!" Predisse la distruzione del Secondo Tempio prima che avvenisse. Per quanto possa sembrare simile, costui non può essere il Gesù cristiano; Flavio Giuseppe dice che questo Gesù iniziò le sue predizioni sulla distruzione del Tempio solo sei anni prima che accadesse nel 70. Era quindi vivo mentre i romani saccheggiavano Gerusalemme. In questo periodo, il Gesù del Nuovo Testamento era morto da quasi quarant'anni.

#### Lo Yeshu talmudico
Chi era quindi lo "Yeshu" del Talmud? Il Talmud lo identifica come studente di Yehoshua ben Perachyah (era dei Zugot), un saggio che morì per lo meno cento anni prima che il Gesù del Nuovo Testamento nascesse. Il Talmud narra la storia di come questo Yeshu di Nazaret, in seguito giustiziato, fosse uno studente ribelle di Rabbi Yehoshua:
(Sotah 47a)
Il Talmud spiega che questo Gesù abbandonò il monoteismo ebraico e iniziò a servire idoli. Yehoshua ben Perachyah morì circa centotrenta anni prima della distruzione del Tempio di Gerusalemme, il che rende impossibile al Gesù cristiano di essere stato suo discepolo. Chiaramente quindi lo Yeshu discusso nel Talmud non è lo stesso Yeshu che la storia registra quale fondatore del Cristianesimo.

### La disputa di Nahmanide a Barcellona

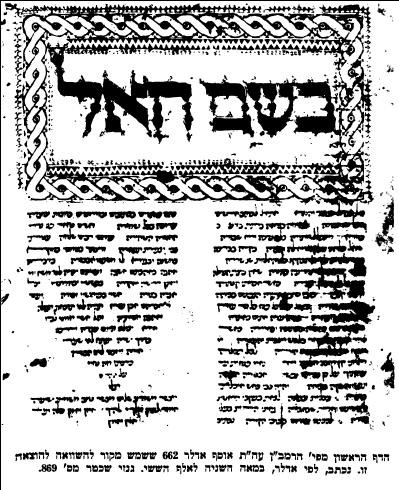
Commentario di Nahmanide, XV secolo

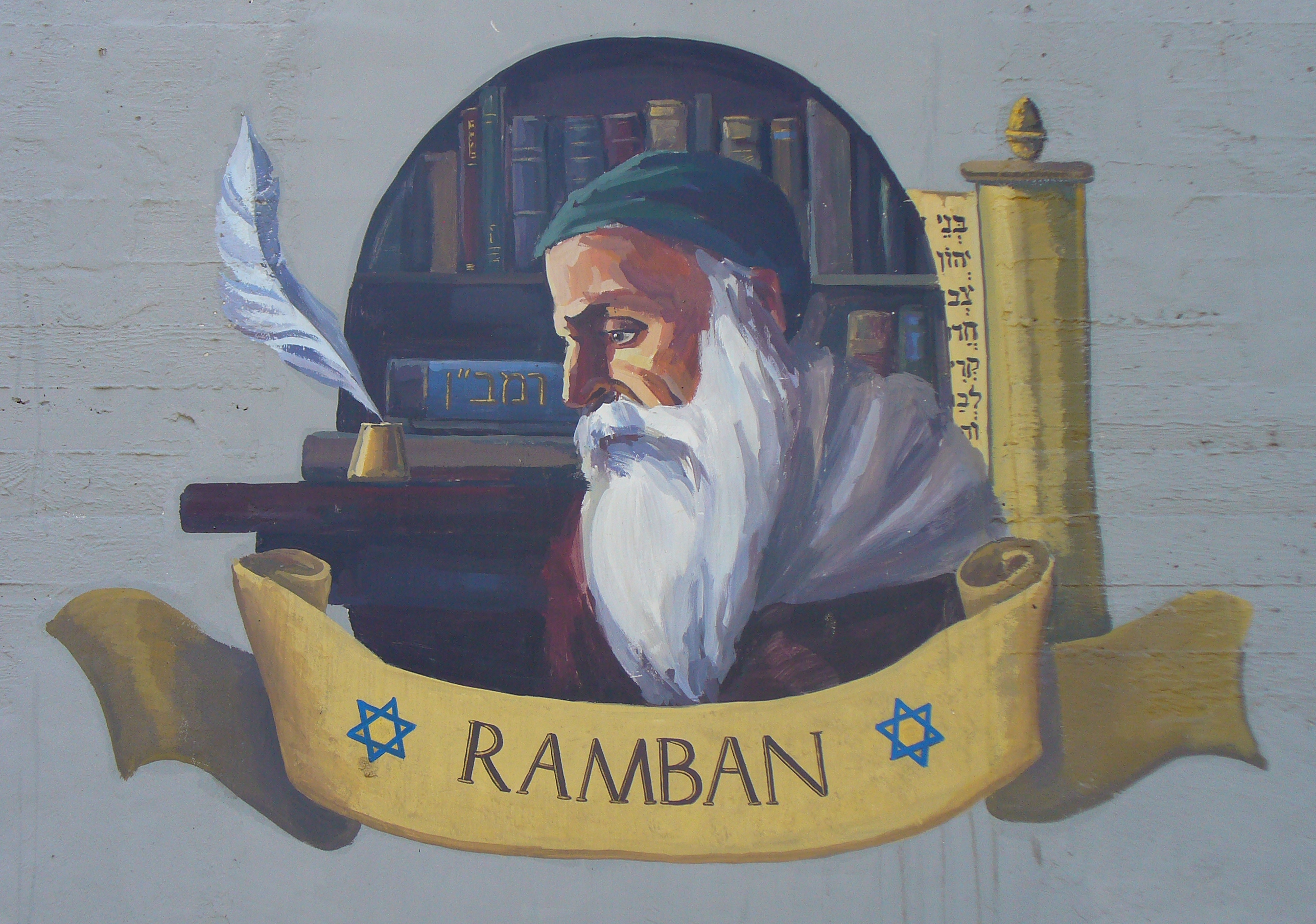
Affresco di Nahmanide (detto il Ramban) in Acri, Israele

Nel 1263, a Nahmanide, Rabbino di Gerona ed in seguito Rabbino Capo della Catalogna, fu ordinato da Re Giacomo I d'Aragona di prender parte ad un dibattito pubblico con Pablo Christiani, un ebreo convertito al Cristianesimo.
I cristiani avevano cercato di convincere gli ebrei di Provenza ad abbandonare l'Ebraismo e convertirsi al Cristianesimo. Basandosi sul riserbo che il suo avversario sarebbe stato costretto a dimostrare per paura di ferire i sentimenti dei dignitari cristiani, Pablo assicurò il Re che sarebbe riuscito a provare la verità del Cristianesimo contro il Talmud ed altri scritti rabbinici. Nahmanide rispettò l'ordine del re, ma stipulò che venisse concessa la completa libertà di parola e per quattro giorni (20-24 luglio 1263) dibatté con Pablo Christiani in presenza del re, della corte e di molti dignitari ecclesiastici.
Le materie discusse furono:
1. se il Messia fosse giunto;
2. se il Messia annunciato dai profeti dovesse esser considerato divino o umano nato da genitori umani;
3. se gli ebrei o i cristiani fossero in possesso della vera fede.

Christiani sostenne, sulla base di diversi passi aggadici, che i saggi farisei credessero che il Messia fosse vissuto durante il periodo talmudico e che apparentemente ammettessero che il Messia fosse quindi Gesù. Nahmanide replicò che le interpretazioni di Christiani erano di per sé delle distorsioni: i rabbini non avrebbero mai suggerito che Gesù fosse il Messia mentre allo stesso tempo gli si sarebbero opposti esplicitamente. Nahmanide procedette a fornire il contesto dei testi evidenziari citati da Christiani, dimostrando che essi venivano molto chiaramente compresi in modo diverso da quello proposto da Christiani. Inoltre, Nahmanide dimostrava da numerose fonti bibliche e talmudiche che la credenza tradizionale ebraica si sviluppava in maniera del tutto contraria ai postulati di Christiani.
Il Rambàn continuò la sua difesa indicando che i profeti biblici consideravano il futuro Messia come un essere umano, una persona in carne ed ossa, e non come una divinità, modo in cui invece i cristiani vedevano Gesù. Osserva anche che le promesse di un regno universale di pace e di giustizia non erano ancora state realizzate. Al contrario, dal momento dell'apparizione di Gesù, il mondo si era riempito di violenza e di ingiustizia (si veda per es. Matteo 10:34: "Non crediate che io sia venuto a portare pace sulla terra; non sono venuto a portare pace, ma una spada"), e fra tutte le confessioni i cristiani erano i più bellicosi.
Nahmanide osservò come le questioni sul Messia fossero di minore importanza per gli ebrei di quanto la maggior parte dei cristiani non immaginasse. La motivazione da lui addotta per questa coraggiosa affermazione era che fosse molto più meritorio per gli ebrei osservare i precetti sotto un sovrano cristiano, mentre in esilio e sofferendo umiliazioni e abusi, piuttosto che sotto il dominio del Messia, quando tutti sarebbero stati costretti ad agire in conformità alla Legge (ebraica).

## Opinioni alternative
Al di fuori dei testi autorevoli sopra descritti comuni all'Ebraismo, una piccola minoranza di rabbini hanno una visione più positiva di Gesù, sostenendo che egli stesso non abbia abbandonato l'Ebraismo e/o che abbia beneficiato i non ebrei. Tra questi figura Jacob Emden (1697–1776), Moses Mendelssohn (insieme ad altri pensatori religiosi del movimento illuminista ebraico dell'Haskalah) e il livornese Elia Benamozegh.
Gesù è inoltre citato nel libro di Isaac Luria, "Libro delle Reincarnazioni", capitolo 37. Nel lungo elenco di Tzadik (santoni ebrei) viene scritto:
"בלכתך מצפת לצד צפון ללכת אל כפר עין זיתון, דרך אילן אחד של חרוב שם קבור יש"ו הנוצרי"
"Sulla nostra via da Safed verso il Nord fino al villaggio di Ein al-Zeitun, passando un albero di carrubo, Yeshu Ha-Notzri è sepolto lì."
Questa frase contraddice sia l'attitudine ebraica tradizionale che la principale tradizione cristiana.
Alcuni rabbini ortodossi di oggi, tra cui Irving Greenberg e recentemente il rinomato rabbino statunitense Shmuley Boteach, ebreo ortodosso del movimento Chabad Lubavitch, mantengono opinioni simili. Sebbene questi autori presentino posizioni che variano e si distaccano dall'opinione tradizionale dell'Ebraismo, tuttavia rimangono ben fermi nel non considerare Gesù come il Messia ebraico.

## Critiche e apologetica cristiana
Alcuni ebraicisti (cioè studiosi della storia e della cultura ebraica che non sono ebrei) nel corso dei secoli hanno cercato di spiegare, confutando anche i testi rabbinici e cabalistici, che Gesù, oltre ad essere il Messia ebraico è anche il Figlio di Dio (vedi Apologetica).
Una delle opere più esaustive e complete al riguardo è il trattato Della Vana aspettazione degli Ebrei del loro re Messia di Giovanni Battista De Rossi, in cui l'autore spiega in più punti ad un suo amico ebreo di nome Ismaele la messianità e la divinità di Gesù, esaminando, oltre alla letteratura rabbinica e allo Zohar, il periodo del Secondo Tempio e il conflitto di farisei e sadducei (i quali si autodefinivano "dottori della Legge") nei confronti dei galilei, cioè gli israeliti originari della Galilea (quindi si spiega ulteriormente il disprezzo per Gesù ed i suoi discepoli), discriminati in quanto illetterati e lontani dagli ambienti della capitale.
Sebbene l'opera sia estremamente importante dal punto di vista apologetico, è rimasta semi-sconosciuta tra i suoi contemporanei, principalmente perché divenuta introvabile e costosa nel giro di poco tempo.

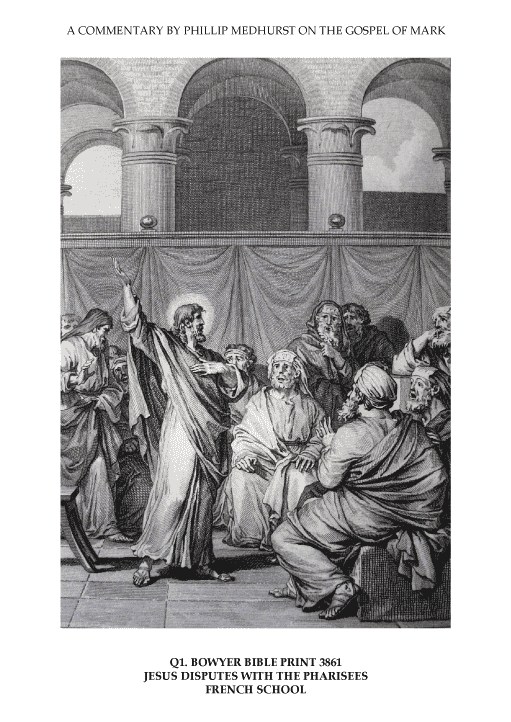
Gesù disputa coi farisei ma viene rifiutato. Da una Bibbia di Bowyer, XIX secolo.

De Rossi si sofferma soprattutto sulla questione del doppio Messia (quello di Efraim e quello di Giuseppe), sulla corruzione generale e la vivida attesa messianica che caratterizzarono il periodo del Secondo Tempio, la pluralità delle persone di Dio, le fonti rabbiniche sulla figura di Gesù, i suoi miracoli, la sua altezza morale (in riferimento ai rabbini che l'hanno elogiato come chassid, cioè "pio", paragonandolo agli Esseni), e il rifiuto dello stesso da parte dei suoi contemporanei come Messia, in quanto galileo prima di tutto e poi perché insegnava la Legge mosaica mettendo in discussione l'autorità di farisei e sadducei, che non tolleravano di essere contraddetti da un uomo povero e sconosciuto come Gesù, già criticato a Nazaret dai suoi concittadini perché figlio di un falegname.
Tra i vari aneddoti e similitudini che De Rossi utilizza per spiegare l'identità di Gesù in quanto Messia, particolarmente importante è quello dell'incontro tra Joshua ben Levi e il Messia alle porte di Roma:
(Menachem M. Brod, I Giorni del Messia)
I rabbini in genere interpretano il racconto come un insegnamento escatologico, cioè il Messia si rivelerà solo quando Israele si sarà pentito dei suoi peccati. Secondo De Rossi invece il Messia è proprio Gesù, il quale carica su di sé i peccati e le malattie dell'umanità per redimere Israele e il mondo intero; in questo scenario le porte di Roma sono il patibolo attraverso cui si realizza la redenzione grazie a Gesù, cioè la croce.
(G. B. De Rossi, da Della Vana aspettazione degli Ebrei del loro re Messia, p.150-154)
Apologeti cristiani di origine ebraica sono stati Pietro Alfonsi, autore durante il medio evo del trattato anti-talmudico Dialogus contra Iudaeos; Ignatz Lichtenstein, rabbino ortodosso vissuto in Ungheria nel XIX secolo, il quale si era convertito al cristianesimo e insegnava il Vangelo nella propria sinagoga, scrivendo anche dei pamphlet in cui spiegava la divinità e messianità di Gesù. Tra gli altri si possono citare Daniel Zion ed Eugenio Zolli, entrambi rabbini convertiti al cristianesimo e rapportati strettamente al misticismo cristiano.